# Lapenilla
Lapenilla (aragonesisch A Peniella) ist ein spanischer Ort in den Pyrenäen in der Provinz Huesca der Autonomen Gemeinschaft Aragonien. Der Ort gehört zur Gemeinde La Fueva. Lapenilla hat seit Jahren keine Einwohner mehr.
Der Ort liegt östlich der Embalse de Mediano.

## Geschichte
Der Ort hatte im Jahr 1900 84 Einwohner.

## Baudenkmäler
- Kirche San Julián, erbaut im 18. Jahrhundert (Bien de Interés Cultural)
- Casa del Señor, erbaut im 16. Jahrhundert (Bien de Interés Cultural)
- Ermita de San Hipólito

## Weblinks

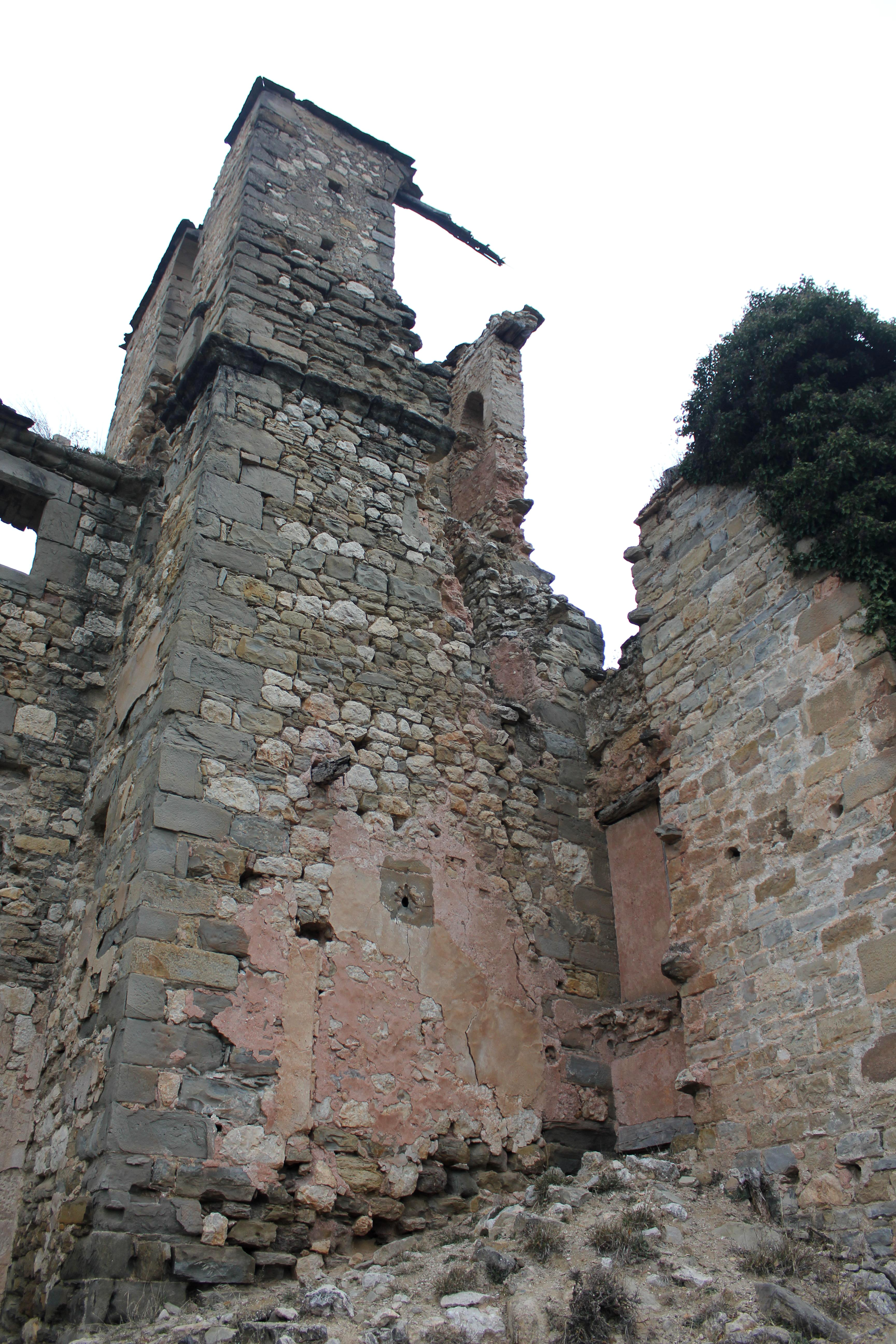
Kirche San Julián